# Anoreina
Anoreina is een kevergeslacht uit de familie van de boktorren (Cerambycidae). De wetenschappelijke naam van het geslacht werd voor het eerst geldig gepubliceerd in 1861 door Bates.

## Soorten
Anoreina omvat de volgende soorten:
- Anoreina ayri Martins & Galileo, 2008
- Anoreina biannulata (Bates, 1866)
- Anoreina helenae Machado & M. L. Monné, 2011
- Anoreina nana (Bates, 1861)
- Anoreina piara Martins & Galileo, 2008
- Anoreina roosevelti Machado & M. L. Monné, 2011
- Anoreina triangularis (Martins & Galileo, 2005)